# Mimothestus
Mimothestus es un género de escarabajos longicornios de la tribu Lamiini.

## Distribución
Se distribuye por Asia.

## Especies
- Mimothestus annulicornis Pic, 1935
- Mimothestus atricornis Pu, 1999